# Łopuchowo (przystanek kolejowy)
Łopuchowo – przystanek osobowy w Łopuchowie na linii kolejowej nr 356, w woj. wielkopolskim, w Polsce.

## Ruch pasażerski
| Rok  | Wymiana pasażerska na dobę |
| ---- | -------------------------- |
| 2017 | 100-199                    |
| 2022 | 50-99                      |